# جوانا دونغ
جوانا دونغ (بالصينية: 董姿彦؛ بالإنجليزية: Joanna Dong) هي مغنية سنغافورية، ولدت في 15 نوفمبر 1981 في سنغافورة.

## وصلات خارجية
- الموقع الرسمي
- جوانا دونغ على موقع IMDb (الإنجليزية)
- جوانا دونغ على موقع أول ميوزيك (الإنجليزية)